# جوزيف رالستون
جوزيف رالستون (بالإنجليزية: Joseph Ralston)‏ هو ضابط أمريكي، ولد في 4 نوفمبر 1943 في هوبكينزفيل في الولايات المتحدة.

## وصلات خارجية
- جوزيف رالستون على موقع مونزينجر (الألمانية)
- جوزيف رالستون على موقع إن إن دي بي (الإنجليزية)